# دریاچه کانوزرو
دریاچه کانوزرو (انگلیسی: Lake Kanozero) یک دریاچه در استان مورمانسک کشور روسیه است.